# Silvana Lima
Silvana Lima (født 29. oktober 1984 i Paracuru, Ceará, Brasilien) er en brasiliansk professionel surfer.
Hun har kvalificeret sig til at repræsentere Brasilien ved sommer-OL 2020.